# Abayca
Abayca, selo Tequesta Indijanaca koje se nalazilo na krajnjem jugu floridskog poluotoka. Spominje ga španjolski konkvistador Juan Ponce de León (1512.), Andrés González de Barcía u Ensayo, 2, 1723.
Swanton ovo selo nema na svome popisu